# Chalow Gohreh
Chalow Gohreh (persiska: چلو, چلو گهره) är en ort i Iran.   Den ligger i provinsen Hormozgan, i den sydöstra delen av landet, 1 000 km söder om huvudstaden Teheran. Chalow Gohreh ligger 620 meter över havet och antalet invånare är 280.
Terrängen runt Chalow Gohreh är kuperad åt nordost, men åt sydväst är den bergig. Chalow Gohreh ligger nere i en dal.Runt Chalow Gohreh är det ganska glesbefolkat, med 50 invånare per kvadratkilometer. Närmaste större samhälle är Gohreh, 1,4 km öster om Chalow Gohreh. Omgivningarna runt Chalow Gohreh är i huvudsak ett öppet busklandskap.